# Oštri lučak
Oštri lučak (lat. Hesperantha coccinea), vrsta perunikovki iz roda  hesperanta (Hesperantha), nekada uključivana u rod Schizostylis (sinonim za Hesperantha)
To je trajnica s juga Afrike (Južna Afrika, Lesoto, Esvatini, Mozambik).
- H. coccinea
- H. coccinea
- H. coccinea

## Sinonimi
- Schizostylis coccinea Backh. & Harv.
- Schizostylis pauciflora Klatt
- Schizostylis ixioides Harv. ex Baker